# Datana

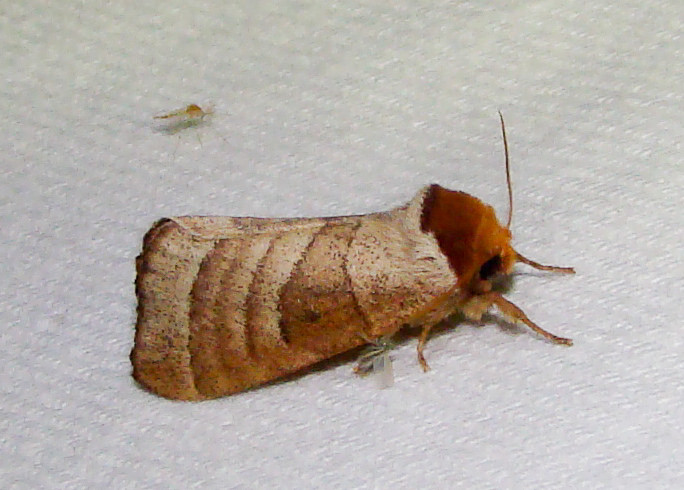
Datana ministra

Datana es un género de polillas de la familia Notodontidae. El género fue creado por Francis Walker en 1855.
Las larvas se alimentan de árboles y arbustos caducos y algunos son plagas. Es posible que los adultos no se alimenten.
El género tiene una apariencia característica, parecen hojas secas, enrolladas; pero las especies son difíciles de distinguir.

## Especies
- Datana ministra (Drury, 1773)
- Datana angusii Grote & Robinson, 1866
- Datana drexelii H. Edwards, 1884
- Datana major Grote & Robinson, 1866
- Datana contracta Walker, 1855
- Datana integerrima Grote & Robinson, 1866
- Datana perspicua Grote & Robinson, 1865
- Datana robusta Strecker, 1878
- Datana modesta Beutenmüller, 1890
- Datana ranaeceps (Guérin-Méneville, 1832)
- Datana diffidens Dyar, 1917
- Datana neomexicana Doll, 1911
- Datana chiriquensis Dyar, 1895